# Not Fair
"Not Fair" là bài hát của nữ nghệ sĩ người Anh Lily Allen từ album phòng thu thứ hai của cô, It's Not Me, It's You. Bài hát được sáng tác bởi Allen và sản xuất bởi Greg Kurstin, được phát hành làm đĩa đơn thứ hai từ album ngày 19 tháng 2 năm 2009 bởi hãng Regal Recordings. Ca khúc có phong cách alternative pop và có thêm một chút nhạc đồng quê. Các nhà phê bình không đón nhận bài hát và nội dung của nó một cách tích cực, cho rằng đây là một bài hát có giai điệu lạ. Bài hát đã lọt vào top 20 ở một số quốc gia châu Âu và ở Úc, đem lại cho nữ ca sĩ đĩa đơn top 5 thứ hai liên tiếp của cô trên UK Singles Chart.

## Thông tin bài hát
Trong bài hát này, Allen nói về mối quan hệ của cô với một người bạn trai, đã được mô tả là "một chàng trai tuyệt vời" ("the perfect guy"), ngoại trừ một điểm duy nhất là thất bại trên giường ngủ. Cô nói như vậy là "không công bằng" ("not fair"), bởi tuy thực sự thích anh ta, nhưng không phải những điều anh đã thể hiện trên giường ngủ.
Đã có nhiều ý kiến trái ngược nhau về bài hát sau khi nó được phát hành. Lily Allen từng phát biểu về việc cô cảm thấy "hối hận" khi đã sáng tác bài hát:
Rất nhiều khi tôi đã ước mình chưa từng sáng tác "Not Fair". Những lời bài hát đó chỉ là do tôi tưởng tượng chứ nó không hề nằm trong suy nghĩ của tôi. Mới đầu, khi viết xong "Not Fair", tôi đã thầm nghĩ, các chị em chắc sẽ bảo nhau: "Tạ ơn Chúa! Cuối cùng cũng có những người nói ra chuyện đó". Nhưng tôi đã suy đoán sai, tình thế đảo ngược khi "Not Fair" lại khiến những người đàn ông khiếp sợ […]
Có một phiên bản sạch được cắt bỏ của bài hát, đã được phát trên các sóng truyền thanh, trong đó xóa những cụm từ "wet patch" và "I spent ages giving head", thay vào đó là các âm thanh của các nhạc cụ. Trong lần biểu diễn bài hát này tại một chương trình truyền hình có tên The Graham Norton Show ngày 14 tháng 5 năm 2009, Allen đã thay thế câu đó bằng "I spent ages kneading bread".

## Thương mại
"Not Fair" đã lọt vào bảng xếp hạng Vương quốc Anh ở vị trí số 200 từ 2 tháng trước khi đĩa đơn này phát hành. Đến ngày 2 tháng 5, "Not Fair" đã lọt vào trong top 10 của bảng xếp hạng chính thức, và tiến tới vị trí cao nhất, #5. Ở Cộng hòa Ireland, bài hát đạt đến vị trí #3, là đĩa đơn có vị trí cao nhất của nữ ca sĩ cho đến nay và cũng là đĩa đơn top 5 thứ hai liên tiếp của cô từ album này.
Tại New Zealand, "Not Fair" cũng lọt vào top 20. Ca khúc cũng là hit tại Úc khi đạt đến vị trí số 3 và có 8 tuần liên tiếp trụ vững trong top 10, bằng đúng thành tích của đĩa đơn tiền vị "The Fear".

## Video âm nhạc

Lily Allen trong video âm nhạc phong cách những năm 70 của "Not Fair".

Video âm nhạc của "Not Fair" được đạo diễn bởi Melina Matsoukas và được quay tại Los Angeles ngày 19 tháng 9 năm 2010, trùng với dịp phát hành album. Allen đã đăng những bức hình chụp video trên trang Twitter chính thức của mình. Video đã được phát chính thức ngày 21 tháng 3 năm 2009 trên chương trình T4 của kênh truyền hình nước Anh Channel 4. Video cho "Not Fair" đã có trên 15 triệu lượt xem trên YouTube.
Video âm nhạc có phong cách những năm thập niên 70 ở phương Tây, với bối cảnh chính là màn biểu diễn trực tiếp của Allen trong The Porter Wagoner Show - một chương trình truyền hình có từ năm 1960 - 1981. Lily Allen xuất hiện với mái tóc dài, đôi giày cao gót và bộ đồ lụa trắng, nhảy bên cạnh một chiếc micro với những ca sĩ hát nền.

## Danh sách bài hát và định dạng
| CD đĩa đơn 1. "Not Fair" (Bản thô) 2. "The Fear" The Count (Hervé) & Lily Face The Fear 7" vinyl 1. "Not Fair" (Bản radio) 2. "Why" CD đĩa đơn Úc 1. Not Fair 2. The Count (aka Hervé) And Lily face the fear (Explicit) 3. Not Fair (Di Angelis & Dobie 'Circus' Remix) 4. Not Fair (Style Of Eye Remix) Đĩa đơn số 1. "Not Fair" (Bản radio) | Digital Bundle 1. "Not Fair" 2. "Not Fair" (Bản radio) 3. "Not Fair" (Style Of Eye remix) 4. "The Fear (The Count Remix) 5. "Mr. Blue Sky" 6. "Why" EP nhạc số và đĩa maxi 1. "Not Fair" 2. "Why" 3. "Not Fair (Style of Eye Remix)" 4. "The Count (aka Hervé) And Lily face the fear (explicit)" 5. "Not Fair (Bản radio sạch)" 6. "Mr. Blue Sky" |

## Xếp hạng và doanh số
| Bảng xếp hạng (2009)          | Vị trí cao nhất |
| ----------------------------- | --------------- |
| Australian ARIA Singles Chart | 3               |
| Austrian Singles Chart        | 6               |
| Belgian Singles Chart         | 15              |
| Czech Republic Airplay        | 1               |
| European Hot 100              | 12              |
| Danish Singles Chart          | 34              |
| Dutch Top 40                  | 4               |
| German Singles Chart          | 12              |
| Irish Singles Chart           | 3               |
| Italian Singles Chart         | 4               |
| New Zealand Singles Chart     | 20              |
| Slovak Airplay Chart          | 1               |
| Swedish Singles Chart         | 26              |
| Swiss Singles Chart           | 6               |
| UK Singles Chart              | 5               |

| Quốc gia       | Chứng nhận | Doanh số |
| -------------- | ---------- | -------- |
| Vương quốc Anh | Bạc        | 302.376  |
| Úc             | Bạch kim   | 70.000+  |

| Bảng xếp hạng            | Vị trí |
| ------------------------ | ------ |
| Australian Singles Chart | 20     |
| German Singles Chart     | 34     |
| UK Singles Chart         | 23     |

## Thời gian phát hành
| Khu vực            | Ngày                | Dạng đĩa   |
| ------------------ | ------------------- | ---------- |
| Vương quốc Anh Úc  | 20 tháng 3 năm 2009 | Nhạc số    |
| Đức                | 20 tháng 3 năm 2009 | Nhạc số    |
| 8 tháng 5 năm 2009 | CD đĩa đơn          |            |
| Úc                 | CD đĩa đơn          |            |
| 9 tháng 5 năm 2009 | CD đĩa đơn          |            |
| Vương quốc Anh     | 11 tháng 5 năm 2009 | CD đĩa đơn |
| Hoa Kỳ             | Tháng 6 năm 2009    | Nhạc số    |